# K.Maro
K.Maro, vlastním jménem Cyril Kamar (* 31. prosince 1980, Bejrút, Libanon) je kanadský zpěvák popu. Bydlí v Montréalu, Québec.
Zpívá francouzsky a anglicky a obě řeči míchá nejen v jedné písni, ale i v jedné větě. Jeho zatím největším hitem je single Femme like U z roku 2003, který se umístil v několika zemích v top-ten.

## Diskografie

### Alba
- I am à L'ancienne (2002)
- La Good Life (2004)
- Million Dollar Boy (2005)
- Platinum Remixes (2006)
- Perfect Stranger (2008)
- 01.10 (2010)

### Singly
- Back to Downtown Beirut (2000)
- Fresh (2001)
- Symphonie pour un dingue (2002)
- Le Clan Chill (2002)
- On est la (2003)
- Femme Like U (2004)
- Crazy (2004)
- Sous l'oeil de l'ange/ Qu'est-ce que ça te fout… (2005)
- Histoires de luv (2005)
- Les frères existent encore (2006)
- Gangsta Party (2006)
- Let's Go (2006)
- Out in the Streets (2008)
- Take You Away (2008)
- Elektric (2009)
- Music (2009)